# Assylbek Dscheenbekow

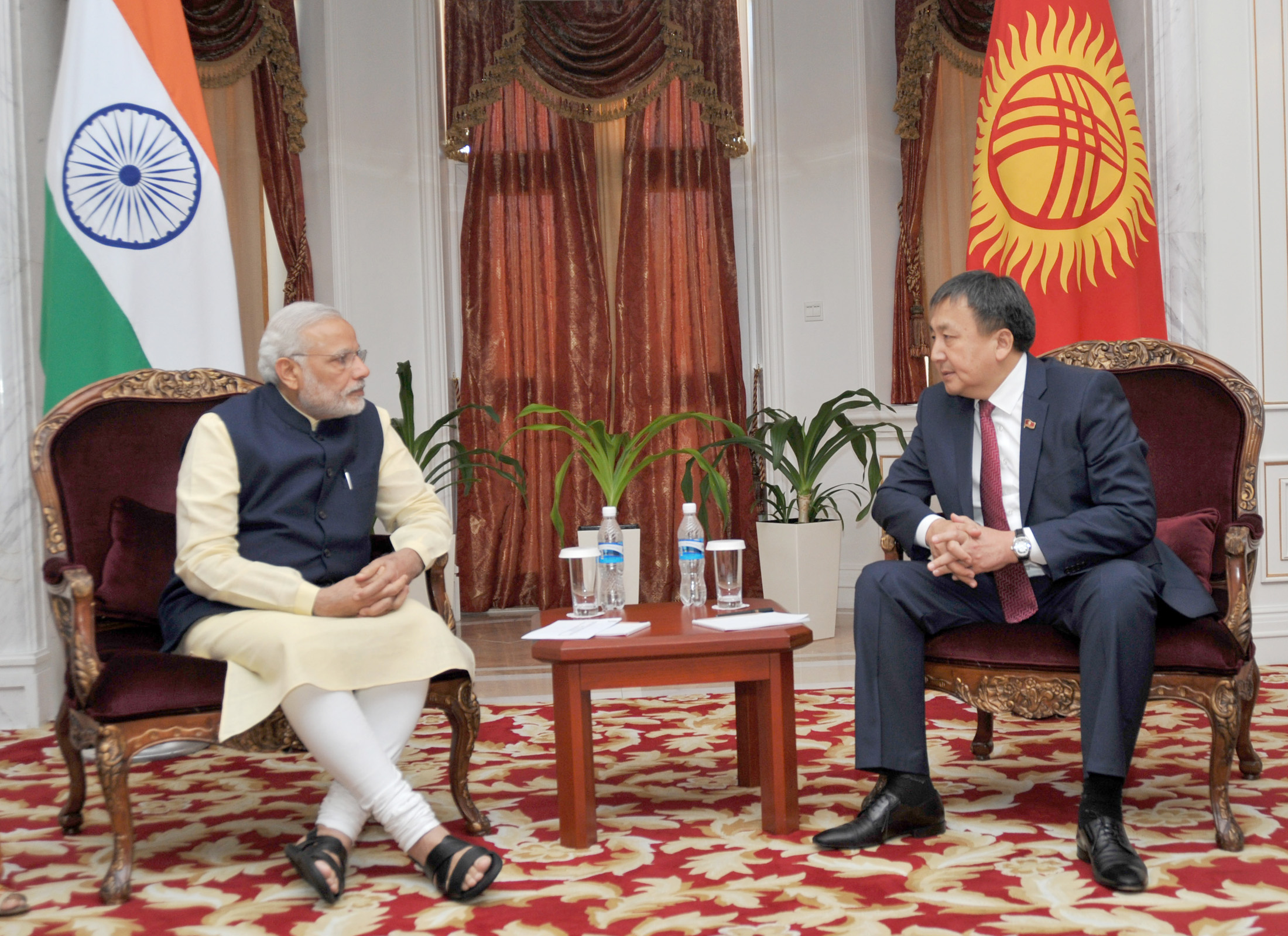
Assylbek Dscheenbekow bei einem Treffen mit dem indischen Premierminister Narendra Modi in Bischkek (2015)

Assylbek Scharipowitsch Dscheenbekow (kirgisisch Асылбек Шарипович Жээнбеков, * 27. August 1963 in Bii-Myrsa, Oblus Osch, Kirgisische SSR) ist ein kirgisischer Politiker und ehemaliger Sprecher des Dschogorku Kengesch, dem kirgisischen Parlament. Er ist der jüngere Bruder des ehemaligen Premierministers und Präsidenten der Kirgisischen Republik, Sooronbai Dscheenbekow.

## Leben
Assylbek Dscheenbekow wurde in Bii-Myrsa, einem Dorf im Oblus Osch im Südwesten Kirgisistans, geboren. Nach der Unabhängigkeit Kirgisistans trat Dscheenbekow der Sozialdemokratischen Partei Kirgisistans (SDPK) bei und zog für die Partei in das kirgisische Parlament ein. Am 21. Dezember 2011 wurde er mit der Zustimmung von 78 der 120 Abgeordneten zum Sprecher des Dschogorku Kengesch gewählt. Nach seiner Wahl betonte er seine Unterstützung für die Regierungskoalition unter Führung der Sozialdemokraten und den damaligen Präsidenten Almasbek Atambajew, der ebenfalls der SDPK angehörte. Die von der Opposition geäußerten Vorwürfe einer Usurpation der Macht durch die SDPK wies er als grundlos zurück.
Am 13. April 2016 gab Dscheenbekow seinen Rücktritt vom Amt des Parlamentssprechers bekannt. Als Grund für diesen Schritt nannte er die Ambitionen seines Bruders Sooronbai Dscheenbekow auf das Amt des Premierministers nach dem Rücktritt des vorherigen Amtsinhabers Temir Sarijew. Am 16. April 2016 wurde Sooronbai Dscheenbekow vom Parlament zum neuen Premierminister gewählt, Assylbek Dscheenbekow blieb als Parlamentsabgeordneter Teil der SDPK-Fraktion im kirgisischen Parlament.
Nach der Präsidentschaftswahl 2017 und dem Wechsel an der Staatsspitze von Almasbek Atambajew zu Sooronbai Dscheenbekow kam es zu parteiinternen Machtkämpfen in der SDPK. Im Vorfeld der Wahl war die Kandidatur Dscheenbekows vom Amtsinhaber Atambajew aktiv vorbereitet und unterstützt worden, nach der Wahl kritisierte Atambajew seinen Nachfolger im Amt des Präsidenten jedoch scharf und setzte seinen Einfluss in der SDPK gegen Dscheenbekow und dessen Unterstützer ein. Assylbek Dscheenbekow unterstütze in diesem Machtkampf seinen Bruder, den amtierenden Präsidenten, und sah sich infolgedessen verstärktem parteiinternen Druck ausgesetzt. Er wurde nicht zu einem Parteitag der SDPK eingeladen und von Parteimitgliedern zur Aufgabe seines Abgeordnetenmandats aufgefordert. Am 3. April 2019 gab Assylbek Dscheenbekow daraufhin seinen Austritt aus der SDPK bekannt und begründete dies mit parteiinternen Intrigen und der Kontrolle Atambajews über die Partei.
Im Oktober 2019 wurden im Rahmen von Korruptionsermittlungen im Kontext einer mit Geldern aus der Volksrepublik China finanzierten Modernisierung eines Heiz- und Kraftwerks in Bischkek Ermittlungen gegen Dscheenbekow angestellt. Ihm wurden Verfahrensfehler in seinem damaligen Amt als Parlamentssprecher bei der Verabschiedung des zugrundeliegenden Gesetzes, das den Kreditvertrag mit den chinesischen Geldgebern legitimierte, vorgeworfen. Im Gegensatz zu zahlreichen anderen ehemaligen Amtsträgern, die auf Grund von Amtsdelikten oder Korruptionsvorwürfen zu teilweise langjährigen Haftstrafen verurteilt wurden, blieben die Ermittlungen gegen Dscheenbekow vorerst ohne Ergebnis.
Nach seinem Austritt aus der SDPK kandidierte Assylbek Dscheenbekow bei der Parlamentswahl 2020 für die regierungstreue Partei Birimdik. Dscheenbekow war im Wahlkampf einer der präsentesten Politiker der Partei, außerdem waren zahlreiche andere Unterstützer des Präsidenten, darunter die ehemalige stellvertretende Parlamentssprecherin Aida Kassymalijewa, zur Partei Birimdik gewechselt. Mit 24,5 % der abgegebenen Stimmen ging die Partei Birimdik als stärkste politische Kraft aus der Wahl hervor, durch die anschließende Annullierung der Wahlergebnisse nach Protesten in Kirgisistan wurden jedoch Neuwahlen nötig, die bislang nicht stattgefunden haben.